# Sexma del Campo (Señorío de Molina)
La sexma del Campo era una de las cuatro sexmas en las que se dividía el Señorío de Molina, al este de la actual provincia de Guadalajara (España).

## Historia
Como ocurre con el resto de sexmas molinesas, la del Campo es contemporánea de la Común de las Aldeas, creada en el siglo XIII, si bien no existe plena continuidad: aunque su configuración y denominación ha variado con el discurrir histórico, el convenio y la tradición ha permitido que llegase hasta la actualidad agrupando a las localidades del noreste del señorío.
La sede para la celebración de sus juntas era la ermita de la Concepción, construcción del siglo XVIII edificada en el despoblado de Torremochuela, cerca de Cillas. Hoy el edificio, aunque visitable, amenaza ruina.

## Pueblos que la componían
Situada al norte de Molina de Aragón, cabecera del señorío, estaba compuesta por los pueblos de Algar de Mesa, Amayas, Anchuela del Campo, Campillo de Dueñas, Chilluentes, Cillas, Concha, Cubillejo de la Sierra, Cubillejo del Sitio, Embid, Establés, Fuentelsaz, Hinojosa, Labros, Milmarcos, Mochales, Pardos, Rueda de la Sierra, Tartanedo, Torrubia, Tortuera, Villel de Mesa y La Yunta.
- Datos: Q6126494